# Diplocentrus sissomi
Espèce
Diplocentrus sissomi est une espèce de scorpions de la famille des Diplocentridae.

## Distribution
Cette espèce est endémique de l'État d'Oaxaca au Mexique. Elle se rencontre vers San Cristóbal Amatlán et San Juan Mixtepec.

## Description
Le mâle holotype mesure 46,9 mm et la femelle paratype 51,0 mm.

## Étymologie
Cette espèce est nommée en l'honneur de William David Sissom.

## Publication originale
- Santibanez-Lopez, Francke & Prendini, 2013 : Systematics of the keyserlingii group of Diplocentrus Peters, 1861 (Scorpiones: Diplocentridae), with descriptions of three new species from Oaxaca, Mexico. American Museum Novitates, no 3777, p. 1-47 (texte intégral).